# Стефан Кокот
Стефан Кокот (7. децембар 1996) је српски фолк певач. Завршио је Школу за дизајн „Богдан Шупут” у Новом Саду. Постао је познат делу јавности након дуета са Александром Матрикс. Био је гост на концерту певачице Тање Савић.

## Дискографија

### Синглови
- Син богаташа (2021)[3] дует са Александром Матрикс
- Идемо анђеле - самер микс (2022)
- Сава тихо тече (2023)
- Мангуп (2023)
- Теци ми кроз време (2023) обрада са Ољом Бајрами
- Син јој на мене не личи (2024) дует са Османом Хаџићем